# Григорьев, Дмитрий Юрьевич
Дмитрий Юрьевич Григорьев (род. 1954) — советский математик, доктор физико-математических наук.
Автор более 170 научных работ по математике и информатике.

## Биография
Родился 10 мая 1954 года в Ленинграде.
В 1976 году окончил механико-математический факультет Ленинградского государственного университета (диплом с отличием). В 1976—1992 годах работал в Ленинградском отделении Математического института Академии наук СССР (ЛОМИ, ныне Санкт-Петербургское отделение Математического института имени В. А. Стеклова РАН).
В 1979 году под руководством А. О. Слисенко защитил кандидатскую диссертацию на тему «Ранг семейства билинейных форм». В 1985 году защитил докторскую диссертацию на тему «Сложность алгоритмических задач алгебры многочленов».
С 1988 по 1992 год Дмитрий Григорьев возглавлял лабораторию алгоритмических методов Ленинградского отделения Математического института, в 1992—1998 годах занимал должность профессора Университета штата Пенсильвания. С 1998 года занимал должность директора по исследованиям Национального центра научных исследований Франции (Centre National de la Recherche Scientifique, CNRS), а с 2008 года — директора по исследованиям лаборатории Laboratory Paul Painleve французского Университета Лилль I. В настоящее время является главным научным сотрудником CNRS.
Дмитрий Григорьев является членом редакционных коллегий журналов Journal Computational Complexity, Journal of Applicable Algebra in Engineering, Communications and Computations и Groups, Complexity, Cryptologyа.
В 1986 году был приглашённым докладчиком на Международном конгрессе математиков в Беркли, США. Участник проекта Число Эрдёша совместно с математиком Эндрю Одлыжко.
Лауреат премии Ленинградского математического общества (1984), медали имени Макса Планка немецкого Общества Макса Планка (1994) и премии Гумбольдта немецкого Фонда Александра фон Гумбольдта (2002).

## Избранные труды
- Григорьев Д. Ю., Чистов А. Л. Сложность стандартного базиса D-модуля // 2008, Алгебра и анализ, Volume 20, Issue 5, 41–82.